# Mzurki (gmina)
Mzurki (do 1953 Krzyżanów) – dawna gmina wiejska istniejąca w latach 1953–1954 w woj. łódzkim. Siedzibą władz gminy były Mzurki.
Gmina Mzurki powstała 21 września 1953 roku w powiecie piotrkowskim w województwie łódzkim, w związku z przemianowaniem gminy Woźniki na gminę Mzurki.
Gmina została zniesiona 29 września 1954 roku wraz z reformą wprowadzającą gromady w miejsce gmin. Jednostki nie przywrócono 1 stycznia 1973 roku po reaktywowaniu gmin, a jej dawny obszar wszedł w skład nowych gmin Wola Krzysztoporska i Drużbice.